# Binh Duong (provincie)
Binh Duong (vietnamsky Bình Dương) je provincie na jihu Vietnamu. Žije zde přes 1,8 milionu obyvatel, hlavní město je Thu Dau Mot.

## Geografie
Provincie leží na jihu Vietnamu v nížinaté velmi zalesněné oblasti. Sousedí s provinciemi Dong Nai, Ho Či Minovým Městem, Tay Ninh a Binh Phuoc.
Jižní část provincie včetně takřka půlmilionového města Thuan An (vietnamsky Thuận An) je integrovanou součástí saigonské aglomerace.